# E251

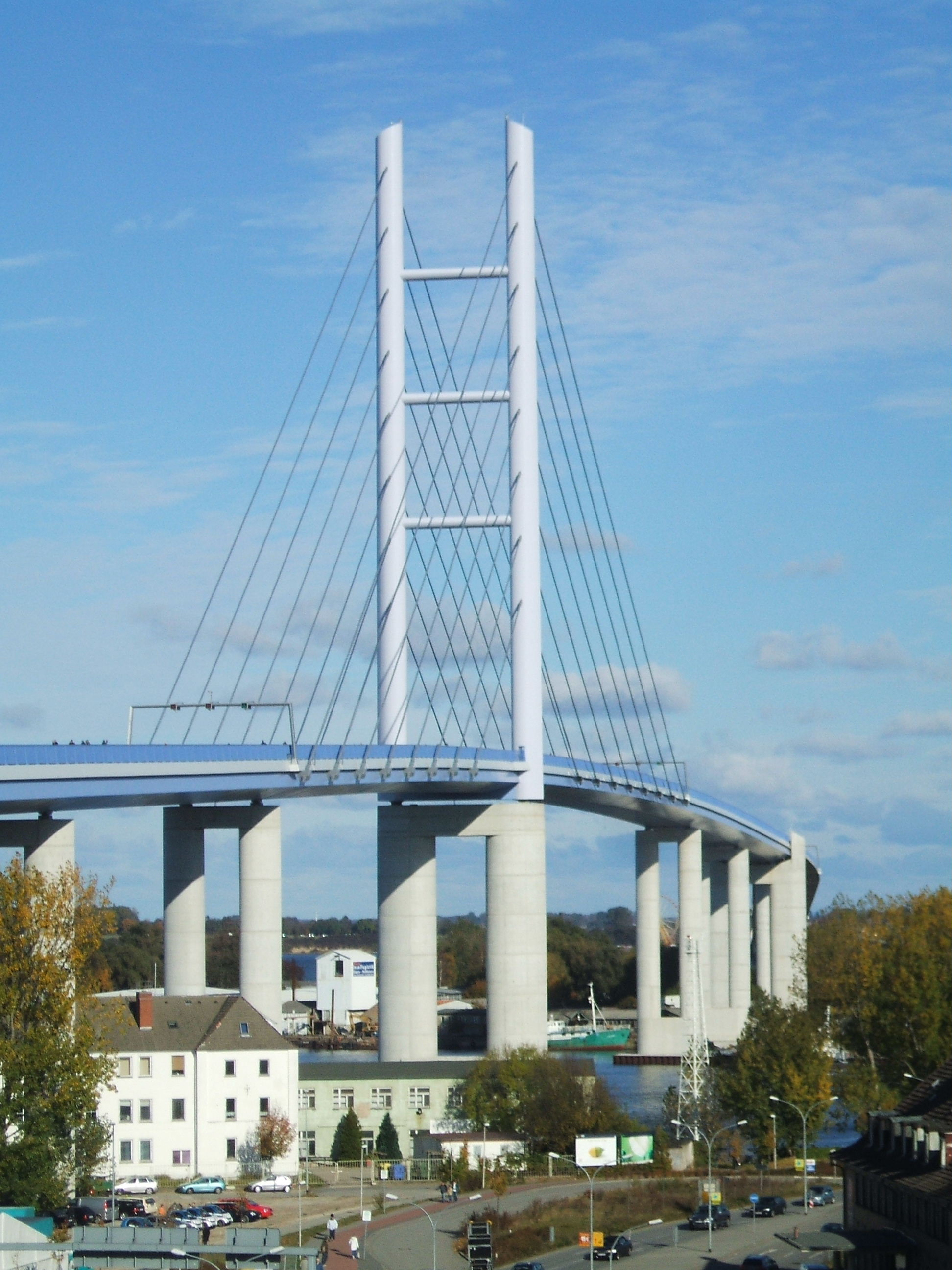
Rügenbron i Stralsund

Europaväg E251 går mellan Sassnitz och Berlin i östra Tyskland, och är 250 km lång. Europavägen följer huvudsakligen förbundsvägen (tyska: Bundesstraße) B 96.

## Sträckning
Sassnitz - Stralsund - Greifswald - Neubrandenburg - Berlin

## Standard
Från 2005 är sträckan Greifswald - Neubrandenburg motorväg (A20), men det gäller inte för resten av sträckan. Sträckan Stralsund-Greifswald är dock till stor del motortrafikledsliknande. När man följer europavägar på motorväg i Tyskland behöver man hålla reda på nationella vägnummer, eftersom europavägar inte skyltas bra på tyska motorvägar.
Mellan Neubrandenburg och Berlin finns en alternativ väg som är motorväg (A20 och A11), men ca 40 km längre. Från Stralsund till Berlin kan man också åka landsväg ca 35 km till Tribsees vid A20 och sedan motorväg resten av vägen (A20 och A19).

## Anslutningar till andra europavägar
Den ansluter till E22, E26 och E55.
Se även Trelleborg-Sassnitz (färjelinje) om färjan från Sassnitz till Trelleborg.

## Historik
Före 1985 var denna väg istället europaväg E6. År 2007 blev en förbifart förbi Stralsund inklusive den 2 831 meter långa Rügenbron klar.